# Ники Джерард
Ники Джерард (на английски: Nicci Gerrard) е английска журналистка и писателка, авторка на произведения в жанра психологически трилър и документалистика. Заедно със съпруга си Шон Френч пишат трилъри и криминални романи под общия псевдоним Ники Френч.

## Биография и творчество
Нокола „Ники“ Джерард е родена на 10 юни 1958 г. в Устършър, Англия. Има две сестри и брат. След завършване на гимназия в Устършър следва и завършва с отличие английска филология в Оксфордския университет, а след това получава магистърска степен в Шефилдския университет през 1986 г. В Шефилд работи с емоционално разстроени деца. 
След дипломирането си преподава литература в Лос Анджелис и Лондон. Основава женското списание „Women's Review“ и после работи като журналист на свободна практика.
Омъжва се за журналиста Колин Хюз, с когото имат две деца – Едгар и Анна.  След развода си през 1989 г. се срещна с Шон Френч, докато работи като редактор за „New Statesman“, където той работи като седмичен колумнист. Омъжва се за него през 1990 г. Двамата имат две дъщери – Хадли и Моли. Впоследствие тя работи като журнаст за „Обзървър“ представяйки известни събития и дела.
Заедно с Шон Френч започват да пишат първата си съвместна книга през 1995 г. Първият им роман „The Memory Game“ (Играта на паметта) е издаден през 1997 г. под псевдонима Ники Френч. През 2002 г. романът им „Killing Me Softly“ (Убивай ме нежно) е екранизиран в успешния едноименен филм с участието на Хедър Греъм и Джоузеф Файнс.
През 2011 г. е издаден първият им роман „Черен понеделник“ от емблематичната им поредица „Фрида Клайн“, която се състои от 8 психологически трилъра с главна героиня психотерапевката Фрида Клайн. Тя също пише самостоятелни романи под собственото си име. Първият ѝ самостоятелен роман „Things We Knew Were True“ (Нещата, които знаехме, са верни) е издаден през 2003 г.
През ноември 2014 г. баща ѝ Джон Джерард умира, като деменцията му се влошава значително по време на петседмичен престой в болница поради несвързан проблем и с много ограничени посещения от семейството му. В резултат на това Ники Джерард стартира кампанията за разширяване на правата за посещение на лица, които се грижат за пациенти с деменция. От февруари 2019 г. Ники Джерард подкрепя кампанията „Спасете нашите библиотеки в Есекс“, като се обявява срещу предложеното закриване на библиотеки от Съвета на окръг Есекс.
Ники Джерард живее със семейството си в Съфолк, Източна Англия.

## Произведения

### Самостоятелни романи
- Things We Knew Were True (2003)[1][2]
- Solace (2005)
- The Moment You Were Gone (2007)
- The Winter House (2009)
- Missing Persons (2012)
- The Twilight Hour (2014)

### Детска литература
- The Fox and the Wolf (2004) – с Шон Френч[1]

### Документалистика
- Soham: A Story of Our Times (2004)[1]
- What Dementia Teaches Us About Love (2019)
- The Last Ocean (2019)

### Екранизации
като Ники Френч
- 2002 Убивай ме нежно, Killing Me Softly
- 2002 The Safe House – тв филм
- 2005 Beneath the Skin – тв филм
- 2005 Secret Smile – тв минисериал
- 2009 Theatre Live! – тв сериал, 1 епизод
- 2011 Without You – тв минисериал, 3 епизода по „What to Do When Someone Dies“